# Ligne de Gretz-Armainvilliers à Sézanne
La ligne de Gretz-Armainvilliers à Sézanne est une ligne ferroviaire de Seine-et-Marne, en Île-de-France, et de la Marne, en région Grand Est. La ligne est desservie par le Transilien Paris-Est (ligne P) jusqu'à Coulommiers, puis par un service de car en correspondance jusqu'à La Ferté-Gaucher.
Elle constitue la ligne no 002 000 du réseau ferré national.
Elle constituait une partie de la ligne 21 (Paris – Gretz – Vitry-le-François) dans l'ancienne numérotation SNCF des lignes de la région Est.

## Histoire
L'embranchement de Gretz à Coulommiers, d'une longueur de 33 kilomètres, est concédé à la Compagnie du chemin de fer de Paris à Strasbourg en même temps que la ligne de Paris-Est à Mulhouse-Ville par décret impérial le 17 août 1853. Le 16 janvier 1854, la Compagnie du chemin de fer de Paris à Strasbourg devient la Compagnie des chemins de fer de l'Est dont les statuts sont approuvés le 21 janvier 1854.
La Compagnie ouvre la ligne de Gretz-Armainvilliers à Mortcerf (16 km) le 2 février 1861.

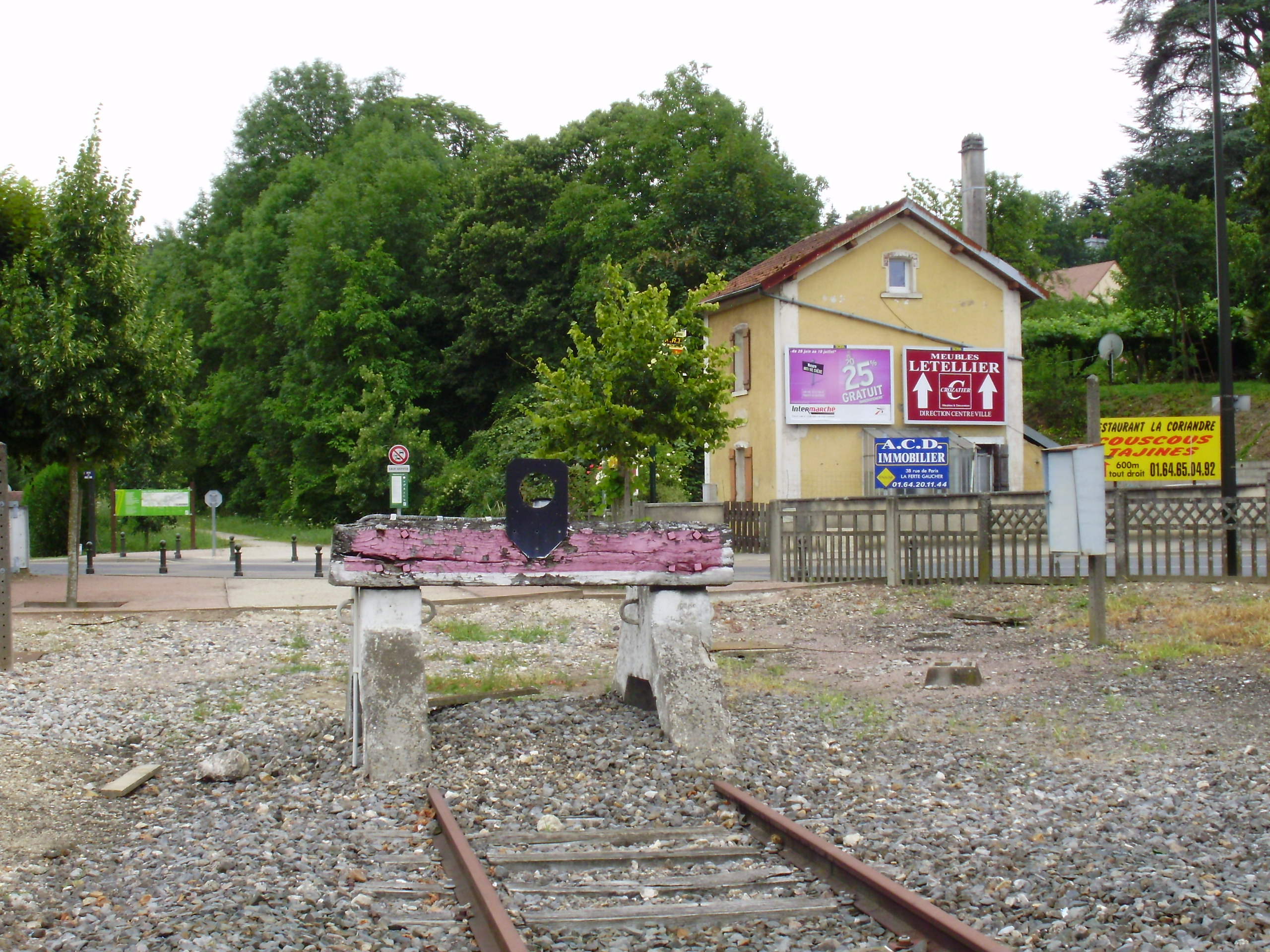
Heurtoir de l'ancienne ligne venant de Coulommiers, en bout de gare à La Ferté-Gaucher.

La section de Mortcerf à Coulommiers (16 km) est ouverte le 2 avril 1863. La section de Coulommiers à La Ferté-Gaucher est concédée à la Compagnie des chemins de fer de l'Est par une convention signée le 17 juin 1873 entre le ministre des Travaux publics et la Compagnie. Cette convention est approuvée à la même date par une loi qui déclare la ligne d'utilité publique. La section entre La Ferté-Gaucher et Sézanne est concédée à titre éventuel à la Compagnie des chemins de fer de l'Est par une convention signée le 31 décembre 1875 entre le ministre des Travaux publics et la Compagnie. Cette convention est approuvée à la même date par une loi. La section de La Ferté-Gaucher à Sézanne est déclarée d'utilité publique par une loi le 2 avril 1879, qui rend définitive sa concession.
Le prolongement de Coulommiers jusqu'à La Ferté-Gaucher ouvre le 14 août 1881. Enfin, le 5 novembre 1885, la ligne atteint Sézanne.
La ligne est d'abord réalisée à voie unique, mais elle est plus tard équipée de la double voie et du block Lartigue, lors du prolongement jusqu'à Sézanne.
En 1972, le trafic voyageurs est suspendu de La Ferté-Gaucher à Sézanne. En 2002, le trafic ferroviaire est également suspendu entre Coulommiers et La Ferté-Gaucher.
La ligne est électrifiée en 25 kV – 50 Hz de Gretz à Tournan à partir du 13 décembre 1973, puis de Tournan à Coulommiers à partir du 24 janvier 1992.
La ligne a été déclassée de La Ferté-Gaucher à Meilleray (PK 91,160 à 102,508) le 22 mars 2000 et de Villeneuve-la-Lionne à Esternay (PK 102,508 à 115,470) le 10 avril 1996.

## Caractéristiques

### Tracé
La ligne s'embranche sur la ligne de Paris à Mulhouse à Gretz-Armainvilliers. Elle dessert Tournan-en-Brie puis passe sous la ligne à grande vitesse d'Interconnexion Est à laquelle elle est reliée par un raccordement de service. Après avoir traversé la forêt de Crécy, elle rejoint la vallée du Grand Morin à Dammartin-sur-Tigeaux. Elle dessert ensuite Coulommiers, ancienne sous-préfecture et terminus du trafic voyageurs. Elle poursuit jusqu'à La Ferté-Gaucher et continue par un parcours très sinueux en franchissant le Grand-Morin à onze reprises pour arriver à Esternay où elle croise l'ancienne ligne de Mézy à Romilly-sur-Seine. Après avoir traversé la forêt de la Traconne, elle parvient à Sézanne où elle rejoint la ligne d'Oiry à Romilly-sur-Seine.

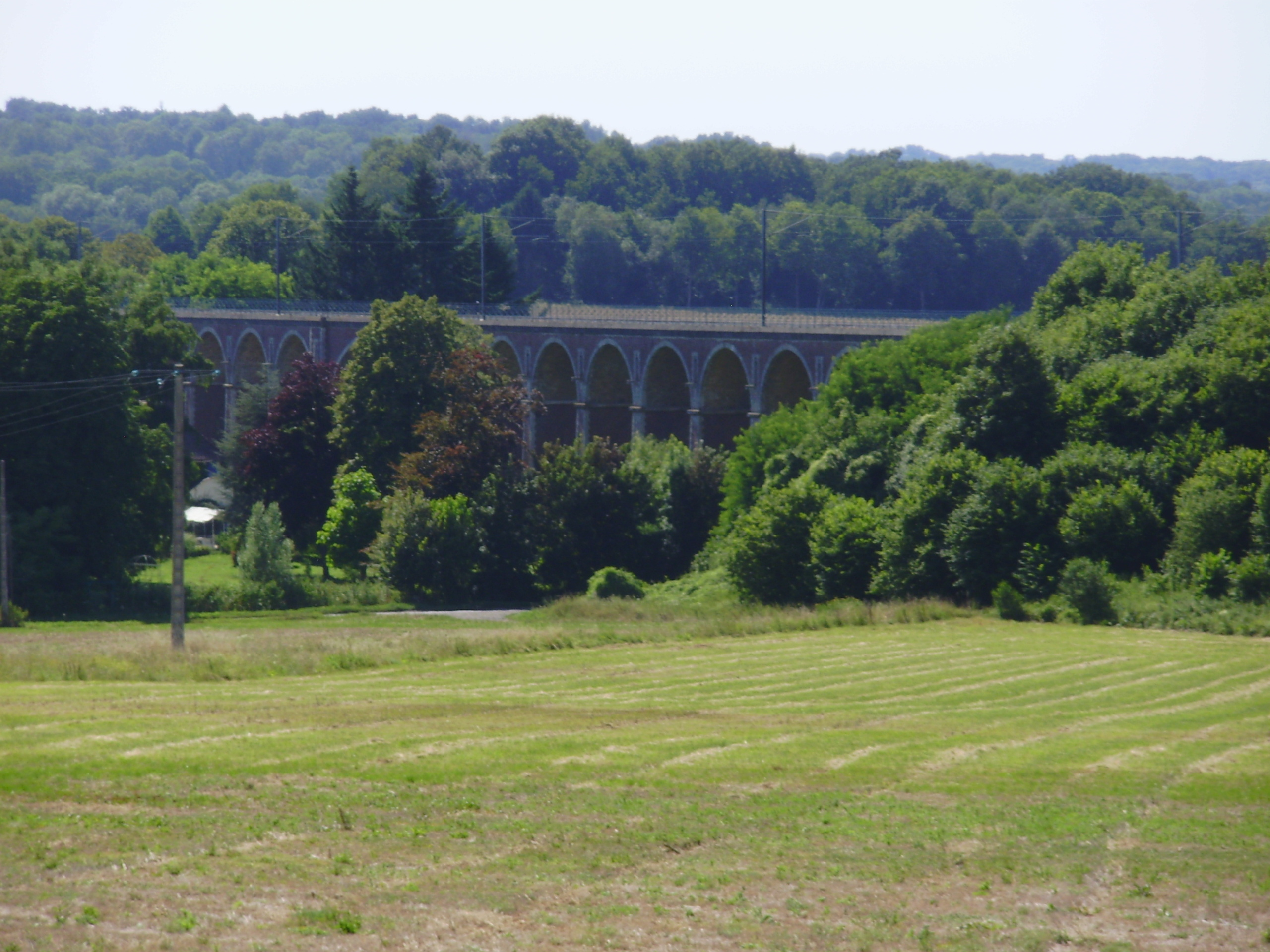
Viaduc de l'Aubetin, vu depuis le sud-est.

### Infrastructure
Cette ligne était à l'origine entièrement à double voie. Elle a été mise à voie unique par étapes entre 1961 et 1962 sauf sur le tronçon Gretz – Tournan-en-Brie. Le tracé est assez sinueux avec des courbes de 400 m de rayon entre Mortcerf et Coulommiers, de 350 m entre La Ferté-Gaucher et Esternay et de 300 m au-delà. Les déclivités ne dépassent pas 10 ‰.
Il existe peu d'ouvrages d'art : le viaduc de la Vallée à la sortie de Mortcerf (3 arches) et celui de l'Aubetin entre Faremoutiers - Pommeuse et Mouroux (21 arches). Un tunnel de 540 m, celui de Vindey a été creusé peu avant Sézanne au point culminant de la ligne à 164 m d'altitude.

### Vitesse limite
La vitesse limite de la ligne en 2012 pour les AGC et les trains V 120 est de 90 km/h de Gretz-Armainvilliers à Tournan, puis de 120 km/h au-delà jusqu'à Coulommiers avec des zones à 100 km/h. Les voies d'évitement des gares de Marles-en-Brie et de Mortcerf ainsi que leurs aiguilles d'accès sont limitées à 60 km/h.

## Exploitation
La ligne prend son origine sur la ligne de Paris-Est à Mulhouse-Ville, en gare de Gretz-Armainvilliers. Elle est parcourue par les trains de la ligne E du RER (RER E) entre Gretz et Tournan avec des rames Z 22500 ainsi que par les trains de la ligne P du Transilien jusqu'à Coulommiers avec des rames Z 20500 ou des rames inox de banlieue (RIB) avec des BB 17000 et, depuis le 7 octobre 2013, avec des automotrices Le Francilien Z 50000, seul matériel utilisé sur la branche de Coulommiers depuis 2014[réf. nécessaire]. Il circule aussi quelques trains de fret, notamment pour les installations terminales embranchées (ITE) du Val Bréon et certaines usines de la zone industrielle de Tournan-en-Brie. Il n'y a plus aucun trafic ferroviaire après Coulommiers mais un car SNCF Transilien dessert les communes entre Coulommiers et La Ferté-Gaucher.

Autres vues de la ligne
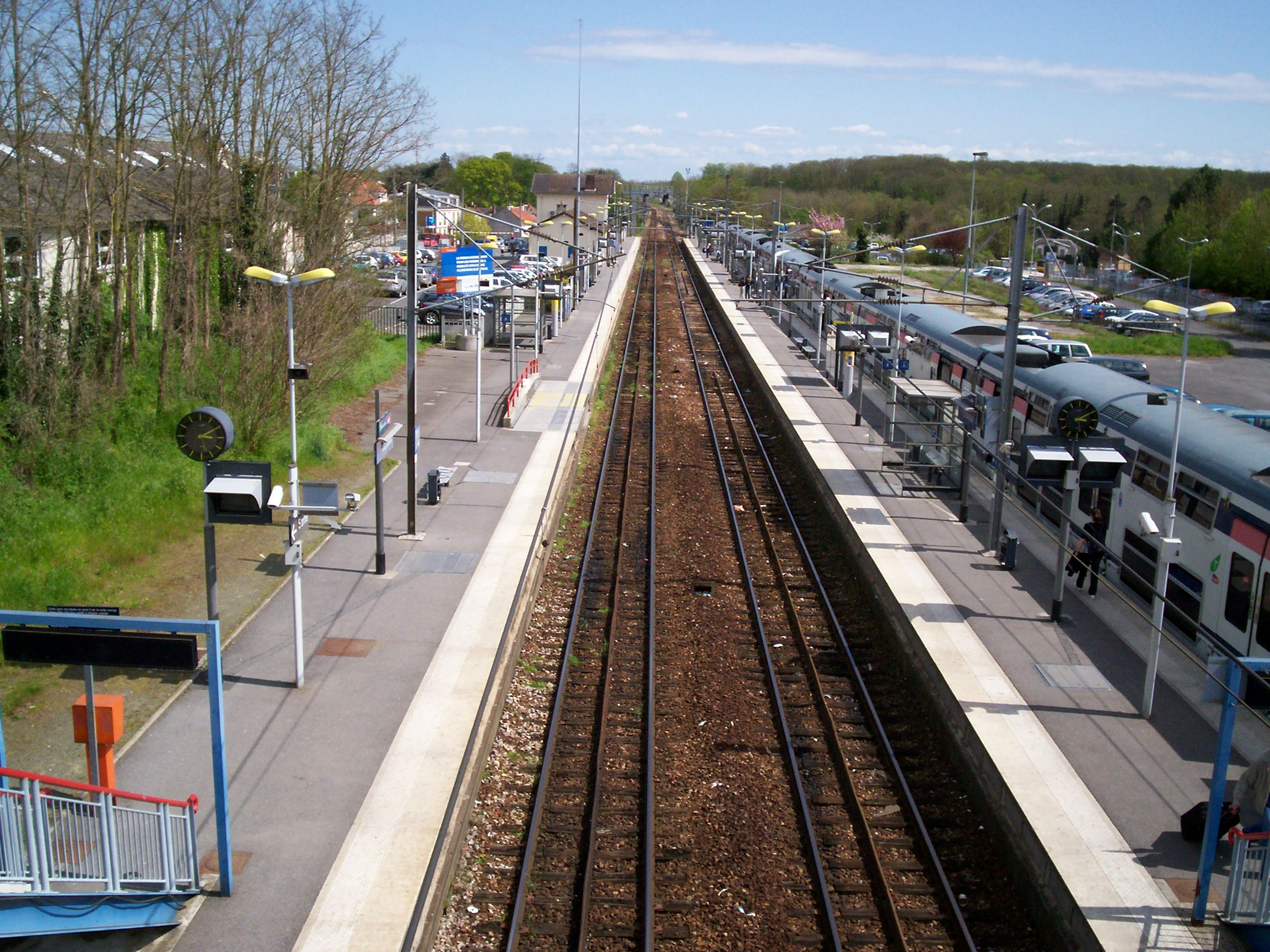
La gare de Tournan.
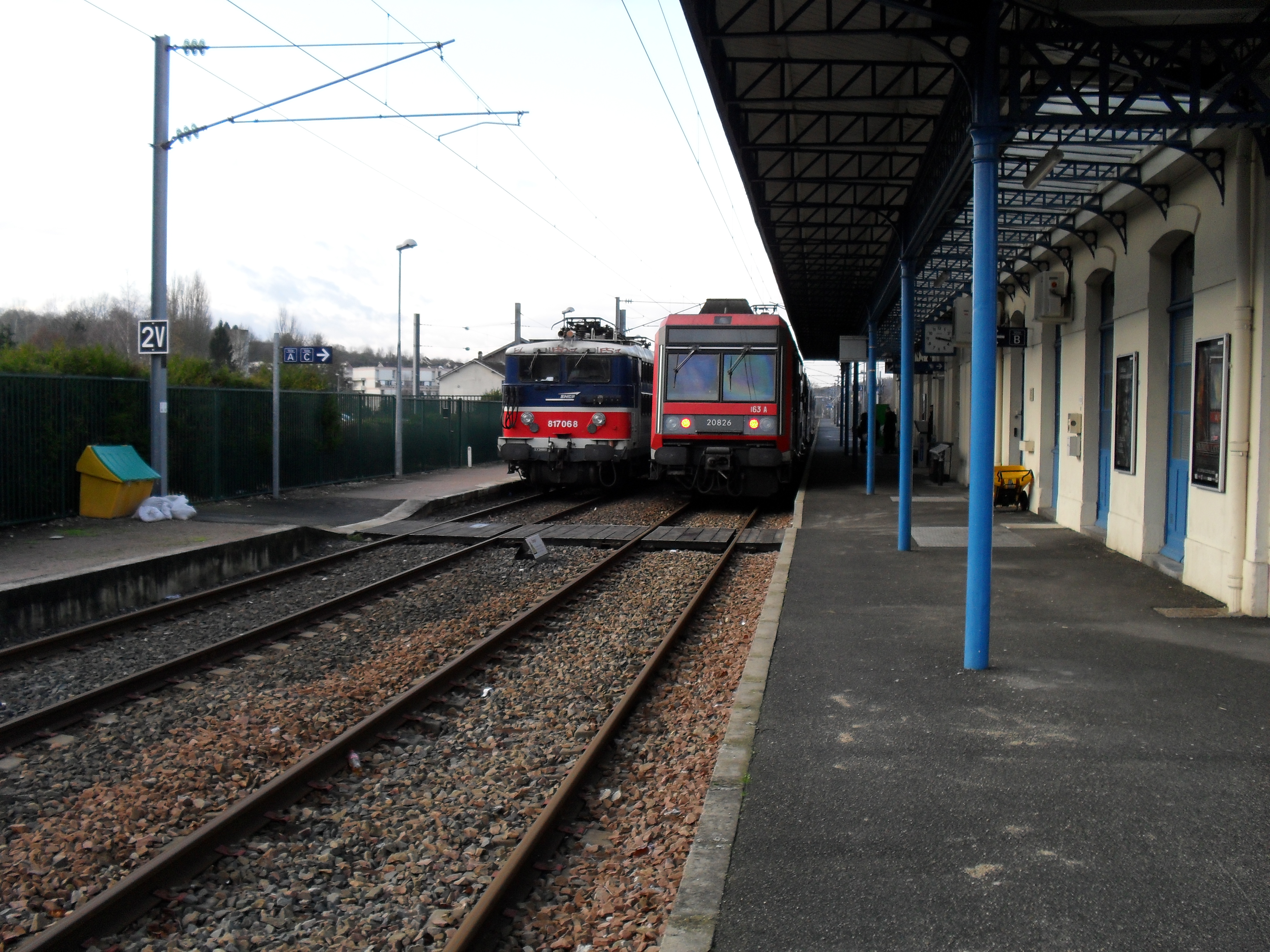
BB 17000 et Z 20500 en gare de Coulommiers.
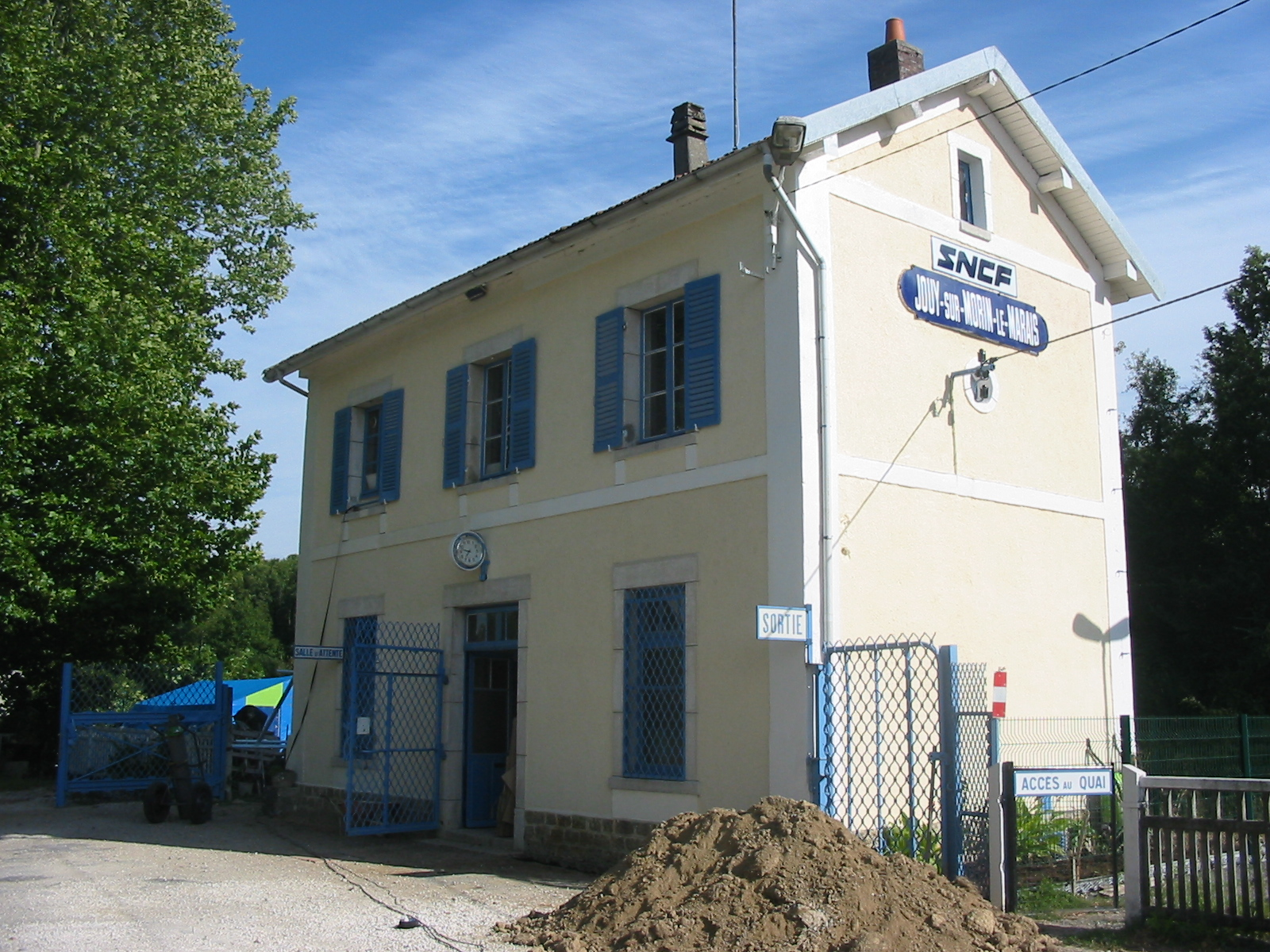
La gare de Jouy-sur-Morin - Le Marais.
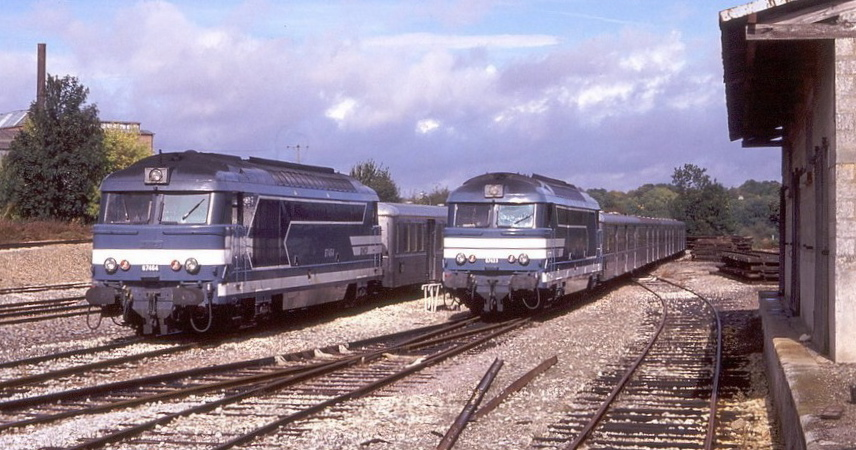
BB 67400 et rames inox de banlieue garés à La Ferté-Gaucher en 1986.

## Projets
La réouverture du tronçon fermé entre les gares de Coulommiers et de La Ferté-Gaucher est inscrite en phase 3 (horizon 2021-2027) du Schéma directeur de la région Île-de-France (SDRIF), adopté par délibération du Conseil régional d'Île-de-France le 25 septembre 2008.
Cependant dans un avis formulé à l'intention du Syndicat intercommunal d'élaboration du Schéma de cohérence territoriale (SCOT) du Bassin de vie de Coulommiers, la SNCF écrit le 7 octobre 2013 :
« Concernant la réouverture de Coulommiers – La Ferté-Gaucher, les résultats de l'étude menée par Transilien SNCF montrent que les coûts d'exploitation, sans tenir compte des investissements nécessaires en termes d'infrastructure, sont disproportionnés par rapport au service rendu et à la population concernée. Réseau ferré de France (RFF) ne prévoit donc pas d'approfondir ce sujet dans les prochaines années. »
En 2021, des responsables politiques fertois effectuent des études de faisabilité de réouverture de ce même tronçon. Cette étude est vue d'un bon œil par SNCF Réseau, la ligne fermée disposant d'un intérêt économique jugé notable. Les élus locaux et la communauté de communes des Deux Morin sont plus sceptiques, les premiers préférant la mise en place d'une coulée verte sur l'ancienne ligne. L'élue columérienne Laurence Picard manifeste quant à elle son opposition à la réouverture de la ligne, estimant que les lignes de bus suffisent.